# Fenghuang (socken i Kina, Hunan, lat 26,27, long 111,99)
Fenghuang (kinesiska: 凤凰, 凤凰乡) är en socken i Kina. Den ligger i provinsen Hunan, i den södra delen av landet, omkring 240 kilometer sydväst om provinshuvudstaden Changsha.
Genomsnittlig årsnederbörd är 1 812 millimeter. Den regnigaste månaden är maj, med i genomsnitt 313 mm nederbörd, och den torraste är oktober, med 27 mm nederbörd.